# ダニー飯田
ダニー飯田（ダニーいいだ、1934年1月6日 - 1999年7月5日）は、昭和時代中期から平成時代初期に活動したバンド・ダニー飯田とパラダイス・キングのリーダー。本名：飯田 紘久（いいだ ひろひさ）。埼玉県川口市出身。

## 概要
芸名のダニーは尊敬するスティール・ギター奏者ダニー・クワナから取ったという。
元々ハワイアンバンド・『大橋節夫とハニー・アイランダース』の一員として活動していたが、1955年に独立し同年3月に『ダニー飯田とパラダイス・ハーモニー』を結成（翌年『ダニー飯田とパラダイス・キング』に改名。）。ジェリー藤尾、坂本九、石川進、九重佑三子らを育て上げた。
歌唱、スティール・ギター演奏の他、パラダイス・キングの殆どの楽曲の編曲を担い、坂本九のデビュー曲『題名のない歌だけど』では作詞・作曲・編曲を担当している。
1997年頃から咽頭癌のため入退院を繰り返し、1999年7月5日、急性腎不全のために逝去。65歳没。